# Camille Savoire
Camille Savoire, né le 6 juillet 1869 à Marchenoir et mort le 5 avril 1951 dans le 18ᵉ arrondissement de Paris est un médecin français, connu pour la lutte contre la tuberculose à laquelle il consacre sa vie et reçoit en distinction pour ses travaux, la cravate de Commandeur de la Légion d'honneur. Franc-maçon renommé, engagé pendant plus de 40 ans au Grand Orient de France, son action importante dans le réveil du Rite écossais rectifié en France se traduit en 1935 par la création du Grand Directoire des Gaules.
Si les historiens et maçonnologues contemporains s'entendent pour écrire que son action n'a pas permis l'implantation du Rite écossais rectifié dans le paysage maçonnique français de l'époque. C'est par son action décisive dans la réactivation au sein du Grand Orient de France, puis par la création du Grand Directoire des Gaules, plus connue sous le vocable de Grand Prieuré des Gaules, qu'il se pose en pionnier de ce retour en France et de son développement futur.

## Biographie

### Médecine et travaux sur la tuberculose
Issue d'une famille modeste, Camille Savoire termine, en qualité d'élève boursier, le cycle d'enseignement primaire à l'école d'Onzain. Il entre au lycée d'Orléans et accomplit en deux ans le cycle des cinq années menant au baccalauréat. Il réussit l'épreuve avec la mention « Très bien ».
En 1892, il termine ses études de médecine en réussissant le concours d’internat en pharmacie des Hôpitaux et Hospices civils, il obtient le titre d'interne des hôpitaux de Paris. En 1893, poste qu’il occupe jusqu’à 1898, il devient chef du Laboratoire de chirurgie clinique à la Faculté de médecine de l’Hôtel-Dieu, et obtient son diplôme de docteur en médecine. Nommé directeur médical titulaire, puis honoraire, du dispensaire antituberculeux de l’hôpital Beaujon en 1902, accédant à la charge de médecin directeur du dispensaire antituberculeux Siegfreid-Robin, il est, dès la déclaration de guerre en 1914, une autorité reconnue en matière de lutte contre le fléau de la tuberculose. Ses nombreux travaux le font reconnaitre durant l'entre-deux-guerres comme une sommité française de cette maladie et des thérapies à mettre en œuvre pour la vaincre et il reçoit en 1933, en récompense de ses mérites de praticien et de ses travaux d'application, la cravate de Commandeur de la Légion d'honneur.
Cette même année, il publie, en collaboration avec Jacqueline Chantereine (élève du radio physicien Henri Mager), un ouvrage intitulé, Ondes et radiations humaines, détection, études biologiques, expérimentales et applications, qui traite des questions du rayonnement énergétique produit par l’homme et dans lequel il émet des hypothèses inusitées.

### Franc-maçonnerie
Camille Savoire est initié en franc-maçonnerie à l'âge de 23 ans, le 14 octobre 1892, dans la loge « La Réforme » de la Grande Loge symbolique écossaise créée en 1880 ; insatisfait, il quitte cette grande loge au bout d’un an pour adhérer à la loge « La lumière de Neuilly » du Grand Orient de France, il s'affilie ensuite en 1894, à la loge « L'avant-garde maçonnique » ou il reste membre pendant 40 ans en étant plusieurs fois vénérable maitre de la loge. En juillet 1899, il est reçu dans un chapitre de Rose-Croix, puis en 1913, il intègre le Grand Collège des rites dont il devient le grand commandeur en 1923, et ce, durant 12 ans, jusqu’en 1935.
Il appartient également au chapitre martiniste « Saint-André Apôtre no 2 », fondé par Serge Markotoune sur la base d'une patente délivrée par Jean Bricaud le 22 décembre 1920. Ce chapitre regroupait principalement de nombreux Russes et Ukrainiens en exil, mais également des Français, travaillant principalement au Rite écossais rectifié, en ayant repris le titre distinctif d'un chapitre de Kiev

#### Réveil du Rite écossais rectifié

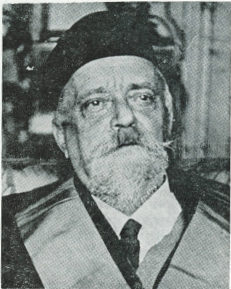
Édouard de Ribaucourt

Camille Savoire avec Édouard de Ribaucourt principalement, un autre franc-maçon du Grand Orient de France, entreprend de créer en France et au sein des obédiences existantes, un espace maçonnique ayant avec les obédiences étrangères des relations susceptibles de rétablir des liens avec la franc-maçonnerie française. Liens rompus à la suite du convent de 1877, mettant un terme à l'obligation de croyance en Dieu, créant une rupture avec les obédiences anglo-saxonnes notamment et propulsant la principale obédience française dans un certain isolement international. Il espère également par cette création retenir les membres rejetant l'activisme politique ou d'attirer de nouvelles élites intellectuelles ou sociales que les tendances politiques de certains environnements maçonniques éloignent.
Fort des nombreuses relations maçonniques qu'il noue lors de ces multiples voyages en Europe, au travers de ses participations à des congrès et des conférences médicales, il se rapproche de la Grande Loge suisse Alpina obédience à la reconnaissance internationale et dernier conservatoire d'un rite maçonnique d'essence chrétienne, constitué en France au XVIIIe siècle, le Rite écossais rectifié (RER). Mis en contact avec le Grand Prieuré indépendant d'Helvétie (GPIH) à Genève, Camille Savoire, Édouard de Ribaucourt  et Gustave Bastard sont reçus, le 9 juin  1910, au grade de Chevalier bienfaisant de la Cité sainte, grade terminal du régime maçonnique. Le 11 juin, le GPIH constitue une commanderie du RER, sous son autorité, à Paris et leur donne les premières lettres patentes pour réactiver le rite en France.
De retour en France, ils réactivent rapidement, le 20 juin, une loge bleue, dernière loge parisienne à travailler au RER au XIXe siècle, « Le Centre des amis ». Cette annonce est en première instance rejetée par le conseil de l'Ordre du GODF. Après quelques échanges et éclaircissement entre le GODF et le GPIH, le conseil de l'Ordre accepte la création d'une loge au rite rectifié et autorise le réveil du « Centre des amis » à cet effet. Les 15 et 18 avril sont signés à Paris et Genève un traité d'alliance et d'amitié entre le GODF et le GPIH. La loge est installée par Gaston Bouley, président du conseil de l'Ordre du GODF le 28 avril 1911 et Edouard de Ribaucourt en est le premier vénérable maître.
Toutefois, à compter de 1913, des difficultés apparaissent autour des rituels du rite rectifié. Le caractère chrétien et les formulations jugées trop religieuses se heurtent au vote des députés du convent dans la séance du 16 septembre. Au lendemain de ce rejet, Édouard de Ribaucourt rompt tous liens avec le GODF et fait transiter une demande à la Grande Loge unie d'Angleterre, afin qu'elle lui accorde une reconnaissance de l'obédience qu'il fonde sous le nom de « Grande Loge indépendante et régulière pour la France ». Camille Savoire reste fidèle pour sa part au Grand Orient de France et poursuit ses activités maçonniques au sein du Grand Collège des rites.

#### Souverain Grand commandeur

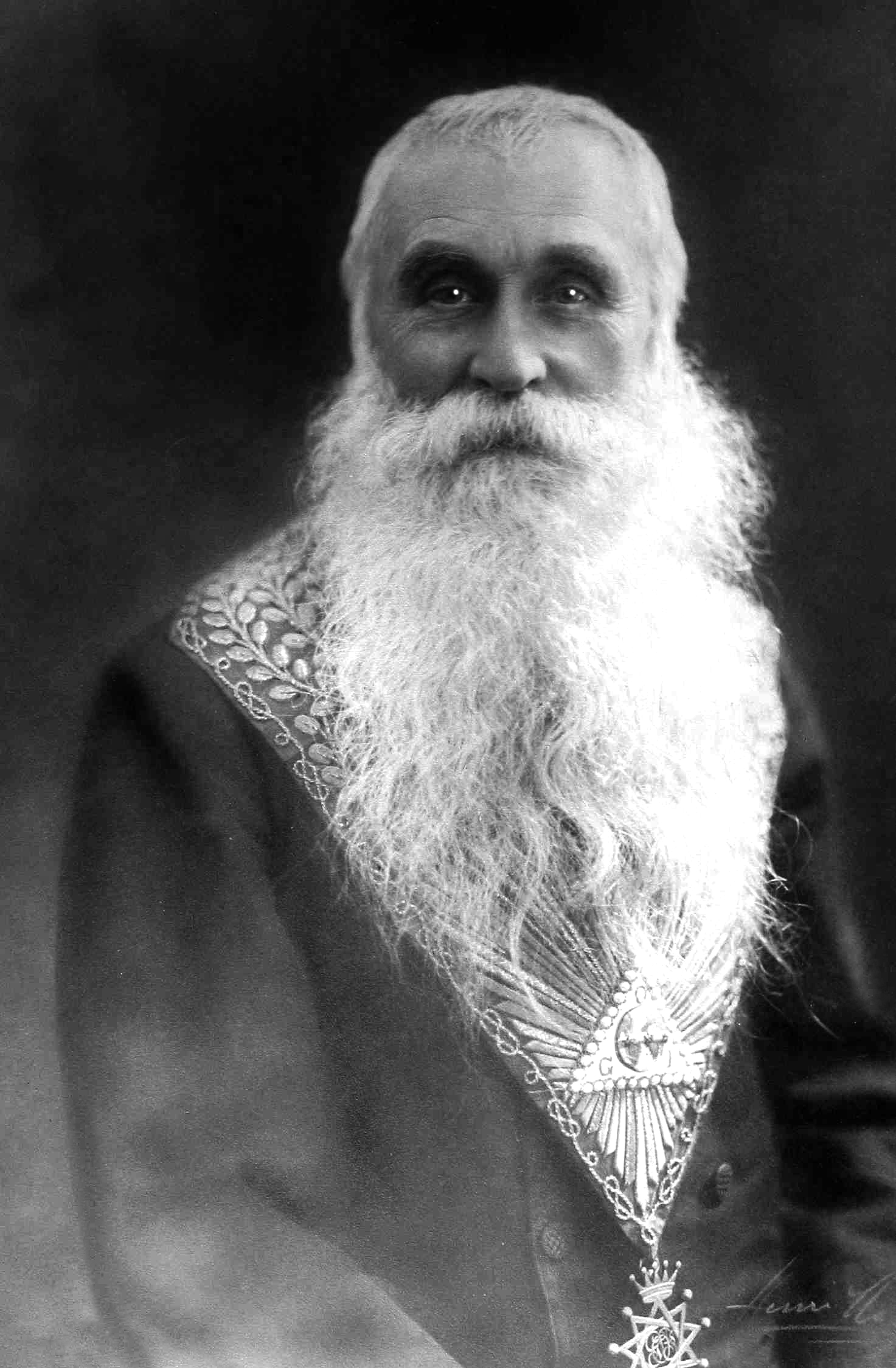
Arthur Groussier.

Le 15 septembre 1923, Camille Savoire devient le grand commandeur du Grand Collège des rites du Grand Orient de France, charge qu’il occupe jusqu’à 1935. Pendant ces douze années, il entreprend de renouveler l’institution en y introduisant un nouveau souffle. Créant le  Bulletin du Grand Collège des Rites », publication annuelle puis bisannuelle, dont la documentation, représente une authentique source comme synthèse générale des travaux des chapitres et des aréopages. Il accomplit, par un important travail, une réorganisation complète du Grand Collège qui marque l'histoire de cette institution. 
Sous sa direction, dès 1930, son action permet à plusieurs loges d'obtenir du conseil de l'Ordre, l'autorisation de cumul des rites français et écossais rectifié, au Touquet, à Rouen, Bordeaux, Marseille, Montpellier. Il consacre une loge du 4e grade à Bordeaux entée sur la loge « La Concorde » du Grand Orient de France,. Il parvient également à convaincre le Grand Collège des Rites, le 16 septembre 1933, pour que soit établie une section du Grand Directoire du Rite écossais rectifié, dont lui reviendrait le titre de Grand-prieur. Travaillant de concorde avec le président du conseil de l'Ordre, Arthur Groussier, ce dernier élabore un traité, approuvé par le conseil, de la création d'un Grand Directoire des rites autonomes comme juridiction des hauts grades. Camille Savoire conçoit, en sa qualité de grand commandeur, un projet d'union des différents organismes de hauts grades au niveau national. Le projet inclus notamment la création d'un Grand Prieuré, administrant les ateliers supérieurs du Rite écossais rectifié. La proposition d'Arthur Groussier est rejetée par le convent du Grand Orient de 1934 et les propositions de Camille Savoire comme sa personne sont sévèrement attaqués. Cet échec est l'ultime projet que Camille Savoire porte pour réactiver le Rite rectifié au sein du Grand Orient de France. Refusant son abandon, il envisage et met en œuvre d'autres solutions pour permettre la réactivation du rite.

#### Création du Grand Directoire des Gaules
Face aux difficultés afin d’établir le Régime rectifié au sein du Grand Orient de France, Camille Savoire usant des relations qu'il entretient avec le Grand Prieuré indépendant d'Helvétie (GPIH), négocie la création d'un organisme indépendant pour réveiller officiellement le rite en France. Les premiers résultats de ces négociations aboutissent le 24 novembre 1934. Plusieurs francs-maçons français, dont Aimé Machon, grand chancelier du Grand Collège des rites du Grand Orient, sont reçus par équivalence au grade de Chevalier bienfaisant de la Cité sainte (CBCS) par le GPIH. Ces réceptions permettent d'augmenter, le faible nombre de porteurs de ce grade en France, désormais suffisant pour permettre la création d'un nouvel organisme maçonnique,.
Le 12 février 1935, Aimé Machon démissionne du Grand Collège des rites du Grand Orient et lance une convocation aux ayants droit pour le 23 mars 1935. La convocation précise les modalités du réveil et de l'installation d'une « préfecture » de Paris, et à la remise des « Lettres-Patentes » octroyant le droit de créer « tous les ateliers au Rite écossais rectifié et de procéder à l'organisation du Grand Prieuré des Gaules ». Quelques jours avant Camille Savoire, le 20 mars, avertit le Grand Orient en la personne de son président du conseil Adrien Pouriau de cette future consécration et émet plusieurs propositions. La première propose l'exercice du Rite écossais rectifié au sein du Grand Orient avec « une indépendance rituelle » complète pour tous les grades. Un traité de reconnaissance, consacrant l'indépendance réciproque, autorisant les inter-visites. Ou encore, séparation « sous le régime d'une ignorance réciproque » sans exclure des relations officieuses ou amicales en respect du passé commun, de dévouement et d'attachement au Grand Orient de France. Le conseil de l'Ordre n'étudie la question que le 14 avril 1935 et conclut par une irrecevabilité de la demande,. 

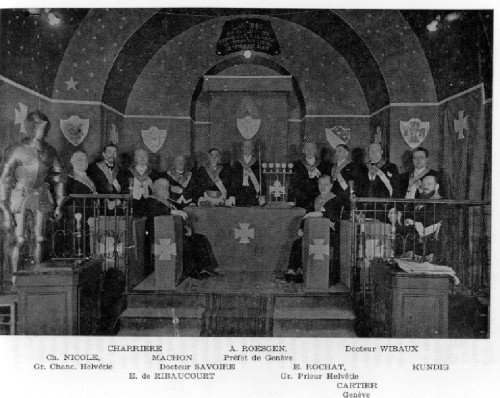
Fondation du Grand Directoire des Gaules en mars 1935.

Le 23 mars 1935, se tient la tenue de fondation de la Préfecture de Genève, à la villa l'Acacia, au 9 boulevard d'Argenson à Neuilly-sur-Seine. Présidé par Ernest Rochat Grand-prieur du GPIH. Ce dernier remet à Camille Savoire les lettres patentes constitutives du Grand Directoire des Gaules lui conférant, en qualité de grand-prieur, tous les pouvoirs pour « procéder à l'organisation du Grand Prieuré des Gaules »,. Le 9 septembre 1936, il signe un « traité d'alliance et d'amitié » entre le Grand Directoire des Gaules et le Grand Prieuré indépendant d'Helvétie, parachevant la reconnaissance juridictionnelle de chaque organisme. Le traité est paraphé par le grand-prieur Ernest Rochat pour le « Grand Prieuré indépendant d'Helvétie » et par le grand-prieur Camille Savoire pour le « Grand Prieuré indépendant des Gaules »,.
À la réponse du conseil de l'Ordre reçu le 15 avril 1935, Camille Savoire décide le 17 avril de démissionner du Grand Orient de France et du Grand Collège des rites après  43 ans de fidélité à ses engagements. Il préside une dernière fois le Grand Collège des rites le 14 mai où il livre une longue note écrite en explicitant avec précision son choix de quitter la prestigieuse puissance maçonnique que représente le Grand Orient à cette époque. Il ressort de l'analyse de ce dernier discours par les historiens que cet ultime choix se fonde sur le refus des discussions et débat politiques ou religieux, sur la recherche d'une spiritualité ouverte et tolérante et sur la volonté de renouer des liens avec la franc-maçonnerie universelle.
Le 24 octobre 1935, comme grand-maître et grand-prieur, il constitue officiellement la Grande Loge écossaise rectifiée de France (GLER). Composé de quatre loges symboliques, il installe comme grand-maître René Wibaux. D'autres loges sont constituées, mais malgré ces efforts, ni le Grand Directoire des Gaules, ni la Grande Loge écossaise rectifiée, parviennent à s'imposer dans le paysage maçonnique français. Actant de cette difficulté, René Wibaux contacte Louis Doignon et Albert Lantoine pour proposer l'intégration de la Grande Loge, au sein de la Grande Loge de France (GLDF). La question est soumise par référendum aux loges de la GLER. Cinq loges optent pour l'intégration à la GLDF, trois choisissent de se disloquer, l'agrégation des loges à la GLDF, se fait le 3 février 1938. Camille Savoire n'approuve pas la décision de René Wibaux et refuse le siège et le titre de « Régent du Rite Rectifié » de la GLDF, René Wibaux l'accepte. Camille Savoire conserve une unique loge au Grand Directoire, la loge « Franchise » qu'il a créé le 27 janvier 1938. La Grande Loge écossaise rectifiée met un terme à son existence au bout de trois ans.

#### Suspension et réactivation des travaux
Camille Savoire, anticipant les retombées de la politique antimaçonnique du régime de Vichy  et souhaitant protéger et préserver l’existence du Grand Directoire des Gaules et celle de ses membres, met officiellement l’Ordre en sommeil le jour de la déclaration de guerre, le 3 septembre 1939. Immédiatement après la fin de la guerre, le 15 décembre 1946, il annonce la reprise des travaux de l'obédience et le 15 février le 1947, il réveille la loge « La Franchise ». Le 24 octobre 1948, Camille Savoire à plus de 79 ans, est remplacé comme grand-prieur par Julien Rybinski, tout en restant grand-maître-national. L'Ordre ne recense à cette date que 42 membres tous grades confondus,. À la mort de Camille Savoire, Julien Rybinski ne retrouvant pas la lettre patente originelle de 1935, formule une demande de copie au Grand Prieuré indépendant d'Helvétie. Ce dernier lui confirme son acceptation, et constate « qu'aucun fait nouveau susceptible d'altérer la régularité des pouvoirs du Grand prieuré indépendant des Gaules n'est survenu depuis la création de cette obédience en 1935 et de la reprise de ses travaux en 1947 » et lui délivre une copie certifiée de la patente de 1935.

### Fin de vie et reconnaissance
Après une existence entièrement consacrée à la médecine et la franc-maçonnerie, Camille Savoire, meurt à l'âge de 81 ans à son domicile, avenue Albert Brecht, le 5 avril 1951 à Paris, après avoir obtenu en 1950, son affiliation dans la loge « Le Centre des Amis » qu'il a contribué à réactiver en 1910. Loge fondatrice en 1913 de la Grande Loge nationale indépendante et régulière, obédience qu'il refuse de fonder avec Edouard de Ribaucourt, 40 ans plus tôt. Selon les historiens contemporains, comme Roger Dachez ou Pierre Noël, si Camille Savoire ne réussit pas dans les années qui précédent la Seconde Guerre mondiale à développer le Grand Directoire des Gaules ou Grand Prieuré des Gaules. Que ses efforts, à compter de 1946, n'aboutissent pas également à un vrai développement du rite en France. C'est de son initiative et de son engagement que plusieurs structures rectifiées naissent dans les années qui suivent, Camille Savoire se posant en pionnier de cette entreprise de réveil et de revitalisation du Rite écossais rectifié.

## Décorations
- Chevalier de la Légion d'honneur le 3 février 1910
- Officier de la Légion d'honneur le 28 juillet 1919
- Commandeur de la Légion d'honneur Le 26 janvier 1933

## Publications
- Camille Savoire, Étude des alcaloïdes d’origine microbienne, H.D.M., Paris, 1898.
- Camille Savoire, Traitement de la tuberculose par les doses élevées de créosote, Bull. Ac. Méd. (2) 41/690, 1899.
- Camille Savoire, Commission permanente de préservation contre la tuberculose, sous-commission de la défense collective, Rapport présenté par le Docteur Camille Savoire, Ministère de l'Intérieur, n.d.
- Camille Savoire, La lutte antituberculeuse en Allemagne, Imp. Jean Galniche, Paris, 1903.
- Camille Savoire et Albert Robin, L'office antituberculeux. Conception nouvelle de la lutte antituberculeuse, Paris, Anaud Müller, 1907.
- Camille Savoire et André Lebey, Les Ateliers Supérieurs du Grand Orient de France ; historique - doctrine, Bulletin du Grand Collège des Rites, 1924.
- Camille Savoire et Jacqueline Chantereine, Ondes et radiations humaines, détection, études biologiques expérimentales et applications,  imprimerie O. Boehm, Strasbourg, 1933.
- Camille Savoire, Comment et pourquoi je me suis affilié au Rite Rectifié ? La Chaîne d’Union, n°8, avril 1935.
- Camille Savoire, René Wibaux et  Aimé Machon, Pourquoi voulons-nous réveiller le Rite Rectifié en France ? La Chaîne d’Union, n°8, avril 1935.
- Camille Savoire, Regards sur les Temples de la Franc-Maçonnerie. Les Editions Initiatiques. 63 rue Ramey. Paris. Sept. 1935. In 12, 308 pp. + table. (dont 100 exempl. n° sur Hollande van Gelder).
- Camille Savoire, Préface, in C. Chevillon, Le Vrai Visage de la Franc-Maçonnerie, Éditions des Annales Initiatiques, (2ème édition), 1940.